# Ribiers
Ribiers – miejscowość i dawna gmina we Francji, w regionie Prowansja-Alpy-Lazurowe Wybrzeże, w departamencie Alpy Wysokie. W dniu 1 stycznia 2016 roku z połączenia trzech ówczesnych gmin – Antonaves, Châteauneuf-de-Chabre oraz Ribiers – powstała nowa gmina Val Buëch-Méouge. Siedzibą gminy została miejscowość Ribiers. W 2013 roku populacja Ribiers wynosiła 841 mieszkańców. 